# Wab Kinew
Wabanakwut Kinew, detto Wab (pron. inglese: /wɑːb kɪˈnuː/; Kenora, 31 dicembre 1981), è un politico canadese di etnia ojibwe.
Dal 18 ottobre 2023 ricopre l'incarico di primo ministro del Manitoba, mentre dal 2017 è il leader della sezione provinciale del Nuovo Partito Democratico. È la prima persona indigena a ricoprire l'incarico di primo ministro provinciale in Canada.
Prima del suo ingresso in politica, Kinew ha lavorato come autore, musicista, presentatore e amministratore universitario, noto per aver condotto programmi su CBC Television e CBC Radio.

## Biografia
Membro delle Prime nazioni canadesi, nello specifico degli ojibway della Prima nazione Onigaming dell'Ontario Nordoccidentale, Wabanakwut Kinew nasce il 31 dicembre 1981 a Kenora, in Ontario, figlio di Tobasonakwut Kinew, un capo locale e regionale nonché professore di governanza indigena all'Università di Winnipeg, e di Kathi Avery Kinew, analista politica.
Si trasferisce da bambino nei sobborghi di Winnipeg, dove frequenta il Collège Béliveau, una scuola in lingua francese. Frequenta il liceo all'University of Winnipeg Collegiate, per poi ottenere un Bachelor of Arts in economia all'Università del Manitoba e un master in governanza indigena.

### Carriera

#### Mezzi di comunicazione
Kinew esordisce nel mondo della comunicazione quando una sua lettera sulla nazionale maschile canadese di hockey, pubblicata dal Winnipeg Free Press, viene letta da un produttore di CBC Radio, che lo contatta per creare un documentario sul tema.
In seguito, Kinew lavora come presentatore e cronista per la CBC partecipando, fra gli altri, a The 204 e 8th Fire. Presenta inoltre il programma Fault Lines su Al Jazeera America.

#### Musica
È stato membro dei gruppi hip hop Slangblossom e Dead Indians, per poi intraprendere una carriera da rapper solista negli anni 2000. Il suo CD d'esordio, Live by the Drum, pubblicato nel 2009, ha ottenuto il premio Aborignal Peoples Choice come miglior CD rap/hip hop.

#### Amministrazione universitaria
Nel 2011, Kinew è stato nominato dall'Università di Winnipeg come direttore per l'inclusione indigena. Nel 2014 è stato nominato vice-presidente associato delle relazioni indigene, in seguito alle dimissioni di Jennifer Rattray. È stato inoltre testimone onorario presso la Commissione per la verità e la riconciliazione sulle scuole residenziali indiane. Il 25 ottobre 2014 ha ricevuto un dottorato ad honorem dall'Università di Cape Breton. 

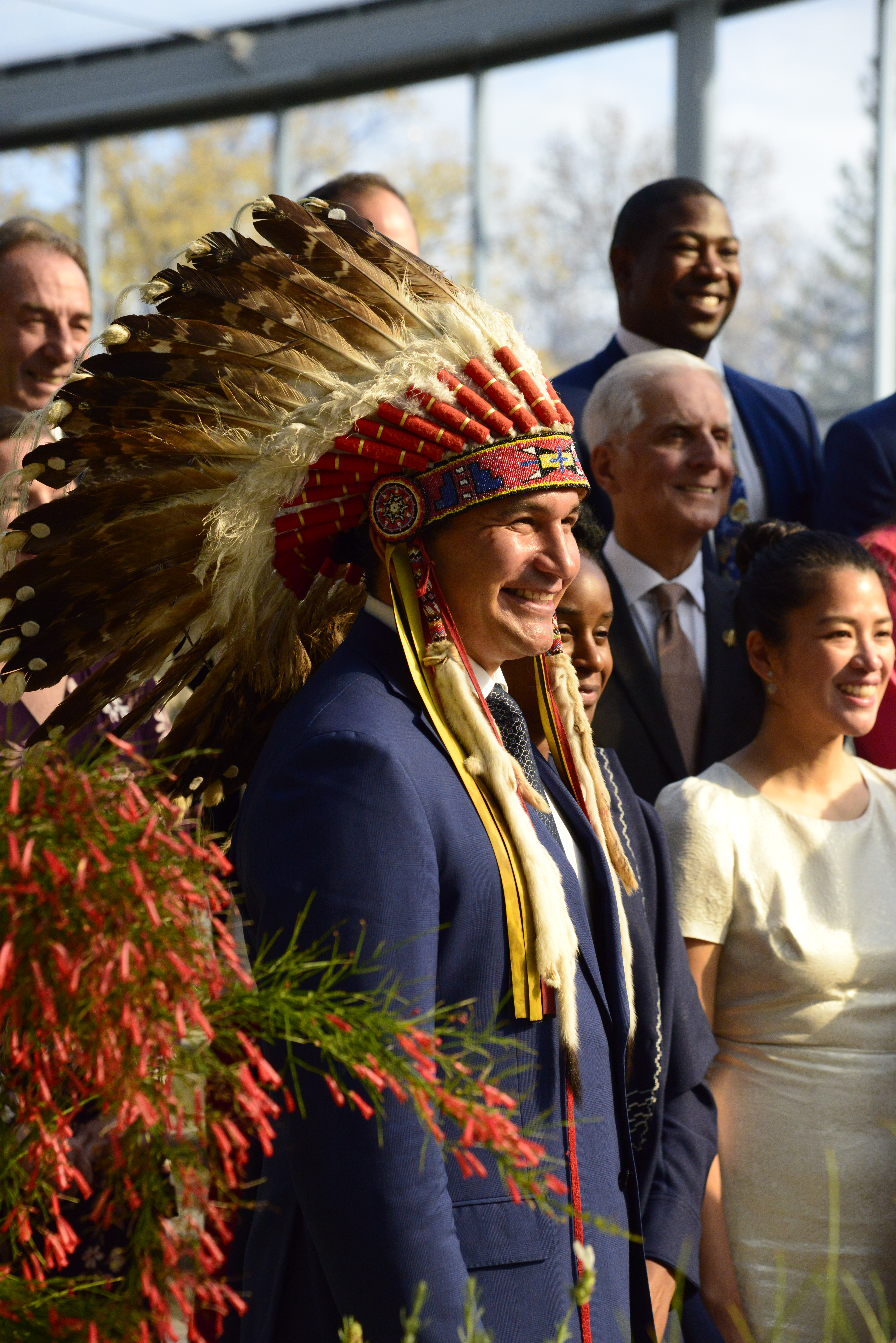
Kinew alla cerimonia d'insediamento come primo ministro del Manitoba, il 18 ottobre 2023

#### Politica
Nel 2014 Kinew prende in considerazione l'idea di correre per la presidenza dell'Assemblea delle Prime nazioni, ma ci ripensa per concentrarsi sulla propria vita matrimoniale.
Nel 2016 è stato indicato come candidato del Nuovo Partito Democratico (NDP) per la circoscrizione di Fort Rouge alle elezioni provinciali del 2016. Kinew ha battuto la candidata del Partito Liberale Rana Bokhari, risultando così eletto. È stato nominato portavoce dell'NDP per la riconciliazione e "critico dell'opposizione" per l'educazione e per il settore abitativo. Durante questa legisaltura è stato promotore della legge 223 (Bill 223) per il riconoscimento della giornata della verità e della riconciliazione, della legge 228 (Bill 228) per il riconoscimento di un mese dedicato alla cultura sikh, nonché di una mozione per insignire il politico métis Louis Riel del titolo onorario di primo premier del Manitoba.
Nel settembre 2017 ha vinto le primarie dell'NPD in Manitoba, risultando eletto come leader della sezione provinciale del partito, il primo nella storia a provenire dalle Prime nazioni.
È stato riconfermato nel ruolo di deputato per Fort Rouge anche per la 42ª e per la 43ª legislatura, rispettivamente nelle elezioni del 2019 e 2023, sempre fra le fila dell'NDP.
Nel 2023, l'NDP ha vinto le elezioni provinciali assicurandosi una maggioranza, risultando nella nomina di Kinew come primo ministro del Manitoba, carica per la quale ha prestato giuramento il 18 ottobre 2023. Durante il suo primo anno di mandato, Kinew ha implementato diverse promesse della campagnia elettorale fra le quali la presentazione di un piano per la riduzione del crimine e l'esenzione dalla tassa provinciale sui carburanti per tutto il 2024. Altri temi importanti della sua campagna erano il rafforzamento del sistema sanitario pubblico proviniciale e la riduzione del tasso di persone senzatetto.

##### Risultati elettorali
| Partito                 | Partito                                        | Candidato               | Voti   | %     | ±%     |
| ----------------------- | ---------------------------------------------- | ----------------------- | ------ | ----- | ------ |
|                         | Nuovo Partito Democratico                      | Wab Kinew               | 6 761  | 70,57 | +19,33 |
|                         | Partito Conservatore Progressista del Manitoba | Rejeanne Coron          | 1 566  | 16,34 | -2,48  |
|                         | Partito Liberale                               | Katherine Johnson       | 1 152  | 12,02 | -1,05  |
|                         | Partito Comunista del Canada                   | Robert Crooks           | 102    | 1,06  | –      |
| Totale di voti validi   | Totale di voti validi                          | Totale di voti validi   | 9 581  | 99,59 |        |
| Schede bianche e nulle  | Schede bianche e nulle                         | Schede bianche e nulle  | 39     | 0,41  |        |
| Affluenza               | Affluenza                                      | Affluenza               | 9 620  | 58,04 | -0,73  |
| Elettori aventi diritto | Elettori aventi diritto                        | Elettori aventi diritto | 16 576 |       |        |

| Partito                 | Partito                                        | Candidato               | Voti   | %     | ±%     |
| ----------------------- | ---------------------------------------------- | ----------------------- | ------ | ----- | ------ |
|                         | Nuovo Partito Democratico                      | Wab Kinew               | 5 005  | 51,24 | +13,60 |
|                         | Partito Conservatore Progressista del Manitoba | Edna Nabess             | 1 857  | 18,82 | -9,97  |
|                         | Partito Verde                                  | James Beddome           | 1 580  | 16,01 | +5     |
|                         | Partito Liberale                               | Cyndy Friesen           | 1 290  | 13,08 | -7     |
|                         | Prima il Manitoba (destra)                     | MichaelMcCracken        | 54     | 0,55  |        |
|                         | Avanti Manitoba (destra)                       | Bradley Hebert          | 30     | 0,3   |        |
| Totale di voti validi   | Totale di voti validi                          | Totale di voti validi   | 9 866  |       |        |
| Schede bianche e nulle  | Schede bianche e nulle                         | Schede bianche e nulle  | 47     | 0,41  |        |
| Affluenza               | Affluenza                                      | Affluenza               |        | 58,76 | -6,39  |
| Elettori aventi diritto | Elettori aventi diritto                        | Elettori aventi diritto | 16 870 |       |        |

| Partito                 | Partito                                        | Candidato               | Voti   | %     | ±%     |
| ----------------------- | ---------------------------------------------- | ----------------------- | ------ | ----- | ------ |
|                         | Nuovo Partito Democratico                      | Wab Kinew               | 3 360  | 37,62 | -13,63 |
|                         | Partito Conservatore Progressista del Manitoba | Audrey Gordon           | 2 571  | 28,80 | +8,64  |
|                         | Partito Liberale                               | Rana Bokari             | 1 792  | 20,07 | -3,06  |
|                         | Partito Verde                                  | Grant Sharp             | 983    | 11,01 |        |
|                         | Prima il Manitoba (destra)                     | Matthew Ostrove         | 175    | 1,96  |        |
|                         | Partito Comunista del Canada                   | Paula Ducharme          | 47     | 0,53  | –      |
| Totale di voti validi   | Totale di voti validi                          | Totale di voti validi   | 8 928  |       |        |
| Schede bianche e nulle  | Schede bianche e nulle                         | Schede bianche e nulle  | 125    |       |        |
| Affluenza               | Affluenza                                      | Affluenza               |        | 65,15 | +3,92  |
| Elettori aventi diritto | Elettori aventi diritto                        | Elettori aventi diritto | 13 896 |       |        |

## Vita privata
Kinew parla correntemente ojibwe, inglese e francese. Nel 2016 ha sposato Lisa Monkman, dottoressa ojibwe, con la quale ha avuto un figlio nel maggio 2017. Ha altri due figli da una relazione precedente.
Dopo essersi trasferito dalla casa dei genitori a 19 anni, Kinew ha avuto problemi legati all'abuso di alcol. Nel 2003 è stato condannato per guida in stato di ebbrezza, e nello stesso anno è stato accusato dalla Polizia reale canadese a cavallo di violenza domestica ai danni della sua allora fidanzata, Tara Hart. I procedimenti giudiziari sono stati successivamente sospesi, e Kinew continua ad asserire la sua innocenza. Nel 2004 è stato arrestato in seguito a un'altercazione con un tassista.
Kinew ha intrapreso diversi percorsi per riabilitarsi dai suoi problemi di alcolismo, tra cui la partecipazione a rituali indigeni di purificazione all'interno di "capanne sudatorie" (sweat lodges) e a una cerimonia di danza del sole, durante la quale ha digiunato per quattro giorni e ha trascinato teschi di bisonte tramite piercing attaccati al suo corpo. Ha inoltre frequentato regolarmente gli incontri degli Alcolisti Anonimi.

## Discografia
Album da solista
- 2009 – Live by the Drum
- 2010 – Mide-Sun

## Opere
- (EN) The Reason You Walk: A Memoir, Penguin Canada, 2017  [30 maggio 2017], ISBN 9780143193555.[26]
- (EN) Go Show the World - A Celebration of Indigenous Heroes, illustrazioni di Joe Morse, Penguin Canada, 2018  [11 settembre 2018], ISBN 9780735262928.[26]
- (EN) Walking in Two Worlds, Penguin Canada, 4 ottobre 2022, ISBN 9780735269026.[26]
- (EN) The Everlasting Road, Penguin Canada, 9 gennaio 2024, ISBN 9780735269057.[26]
- (EN) An Anishinaabe Christmas, illustrazioni di Erin Hill, Penguin Canada, 8 ottobre 2024, ISBN 9781774883570.[26]
- (EN) We Are Who We Are - An Ode to Indigenous Heroes Past and Present, illustrazioni di Janine Gibbons, Penguin Canada, 17 febbraio 2026, ISBN 9781774883594.[26]